# XXIe gouvernement constitutionnel portugais
IIIe République portugaise
XXe constitutionnel XXIIe constitutionnel
Le XXIe gouvernement constitutionnel (en portugais : XXI Governo Constitucional) est le gouvernement de la République portugaise entre le 26 novembre 2015 et le 26 octobre 2019, sous la XIIIe législature de l'Assemblée de la République.
Il est dirigé par le socialiste António Costa, arrivé deuxième aux élections législatives et bénéficiant du soutien sans participation des écosocialistes et des communistes et écologistes. Il succède au XXe gouvernement constitutionnel, alors sous l'autorité de Pedro Passos Coelho. Il est remplacé par le XXIIe gouvernement constitutionnel, également sous la direction d'António Costa.

## Historique du mandat
Dirigé par le nouveau Premier ministre socialiste António Costa, ce gouvernement est constitué du Parti socialiste (PS). Seul, il dispose de 86 députés sur 230, soit 37,4 % des sièges de l'Assemblée de la République.
Il bénéficie du soutien sans participation du Bloc de gauche (BE) et de la Coalition démocratique unitaire (CDU). Ensemble, ils disposent de 36 députés, soit 15,6 % des sièges de l'Assemblée de la République. La majorité gouvernementale compte donc 122 députés sur 230, soit 53 % des sièges de l'Assemblée de la République.
Il est formé à la suite du rejet du programme gouvernemental du précédent cabinet par l'Assemblée de la République, par 107 voix pour et 123 voix contre.
Il succède donc au XXe gouvernement constitutionnel, dirigé par le libéral Pedro Passos Coelho, constitué et soutenu par le Parti social-démocrate (PPD/PSD) et le CDS–Parti populaire (CDS-PP).

### Formation
Le 6 novembre 2015, sept jours après l'assermentation du gouvernement de centre droit formé par Pedro Passos Coelho, le secrétaire général du Parti socialiste (PS) António Costa signe coup sur coup deux accords avec le Bloc de gauche (BE) et la Coalition démocratique unitaire (CDU) pour faire tomber l'exécutif et constituer un gouvernement minoritaire. Ainsi le 10 novembre, l'Assemblée de la République approuve par 123 voix pour et 107 contre une motion de rejet du programme du gouvernement.
Après avoir été appelé le 23 novembre à clarifier ses accords avec le Bloc de gauche et la Coalition démocratique sur le respect des engagements internationaux du pays dans le domaine budgétaire ainsi que son appartenance à l'OTAN et à l'UE, António Costa est chargé le lendemain par le président de la République Aníbal Cavaco Silva de constituer le prochain exécutif portugais. Il présente le même jour sa liste de dix-sept ministres, dont quatre femmes, au chef de l'État.
Tous sont assermentés deux jours plus tard par le chef de l'État au palais national d'Ajuda. Le 3 décembre, le Parlement repousse par 122 voix contre, 107 voix pour et une abstention la motion de rejet du programme gouvernemental, présentée par le Parti social-démocrate (PPD/PSD) et le CDS – Parti populaire (CDS-PP).

### Évolution
Le ministre de la Culture João Soares présente le 8 avril 2016 sa démission, après avoir menacé deux journalistes de Público dans un post publié sur sa page Facebook. Il est remplacé deux jours plus tard par l'ambassadeur Luís Filipe Castro Mendes, alors représentant permanent auprès du Conseil de l'Europe. Le 21 octobre 2017, la ministre de l'Intérieur Constança Urbano de Sousa renonce à ses fonctions après les incendies de forêt estivaux ayant causé la mort de 44 personnes, celles-ci revenant au ministre adjoint Eduardo Cabrita, lui-même remplacé à ce poste par Pedro Siza Vieira.
António Costa annonce le 14 octobre 2018 un remaniement ministériel qui affecte quatre ministères. À cette occasion, le nombre de ministres est réduit de dix-sept à seize en raison du cumul par Pedro Siza Vieira des responsabilités de ministre adjoint et ministre de l'Économie, tandis que la féminisation de l'exécutif augmente en passant de trois à cinq femmes ministres. En outre, le ministre de l'Environnement João Pedro Matos Fernandes devient ministre de l'Environnement et de la Transition énergétique, le secrétariat d'État à l'Énergie lui étant transféré depuis le ministère de l'Économie. Ils prêtent serment le lendemain devant le président de la République Marcelo Rebelo de Sousa au palais national de Belém. Deux jours avant le remaniement, le ministre de la Défense nationale José Alberto Azeredo Lopes avait remis sa démission après que la police militaire avait reconnu avoir mis en scène la découverte des armes précédemment volées dans un dépôt militaire et couvert l'auteur du délit, en accord avec le cabinet du ministre.
Un nouveau remaniement gouvernemental est annoncé le 17 février 2019, en conséquence de l'investiture des ministres Pedro Marques et Maria Manuela Marques Leitão sur la liste du PS pour les élections européennes du 24 mai. Mariana Vieira da Silva est désignée ministre de la Présidence, et le ministère de la Planification et des Infrastructures est scindé en deux : le secrétaire d'État au Développement et à la Cohésion Nelson de Souza est promu ministre de la Planification et le secrétaire d'État aux Affaires parlementaires Pedro Nuno Santos devient ministre des Infrastructures et du Logement. Le lendemain, les trois nouveaux ministres sont assermentés au palais de Belém par le chef de l'État. C'est alors la première fois qu'un couple marié — Eduardo Cabrita et Ana Paula Vitorino — et qu'un père et sa fille — José et Marina Vieira da Silva — siègent ensemble au conseil des ministres.

### Succession
Lors des élections législatives du 6 octobre 2019, le Parti socialiste arrive en tête avec une majorité relative. Chargé par Marcelo Rebelo de Sousa de constituer un nouvel exécutif, António Costa présente la liste de ses dix-neuf ministres dès le 15 octobre. Le XXIIe gouvernement constitutionnel est assermenté le 26 octobre par le président de la République.

## Composition

### Initiale (26 novembre 2015)
| Portefeuille                                                             | Titulaire | Titulaire                                          | Parti |
| ------------------------------------------------------------------------ | --------- | -------------------------------------------------- | ----- |
| Premier ministre                                                         |           | António Costa                                      | PS    |
| Ministre des Affaires étrangères                                         |           | Augusto Santos Silva                               | PS    |
| Ministre de la Présidence et de la Modernisation administrative          |           | Maria Manuela Marques Leitão                       | PS    |
| Ministre des Finances                                                    |           | Mário Centeno                                      | Sans  |
| Ministre de la Défense nationale                                         |           | José Alberto Azeredo Lopes                         | Sans  |
| Ministre de l'Intérieur                                                  |           | Constança Urbano de Sousa (jusqu'au 21/10/2017)    | Sans  |
| Ministre de l'Intérieur                                                  |           | Eduardo Cabrita                                    | PS    |
| Ministre de la Justice                                                   |           | Francisca Van Dunem                                | Sans  |
| Ministre adjoint                                                         |           | Eduardo Cabrita (jusqu'au 21/10/2017)              | PS    |
| Ministre adjoint                                                         |           | Pedro Siza Vieira                                  | Sans  |
| Ministre de la Culture                                                   |           | João Soares (jusqu'au 08/04/2016)                  | PS    |
| Ministre de la Culture                                                   |           | Luís Filipe Castro Mendes (à partir du 14/04/2016) | Sans  |
| Ministre de la Science, de la Technologie et de l'Enseignement Supérieur |           | Manuel Heitor                                      | Sans  |
| Ministre de l'Éducation                                                  |           | Tiago Brandão Rodrigues                            | Sans  |
| Ministre du Travail, de la Solidarité et de la Sécurité sociale          |           | José Vieira da Silva                               | PS    |
| Ministre de la Santé                                                     |           | Adalberto Campos Fernandes                         | Sans  |
| Ministre de la Planification et des Infrastructures                      |           | Pedro Marques                                      | PS    |
| Ministre de l'Économie                                                   |           | Manuel Caldeira Cabral                             | Sans  |
| Ministre de l'Environnement                                              |           | João Pedro Matos Fernandes                         | Sans  |
| Ministre de l'Agriculture, des Forêts et du Développement rural          |           | Luís Capoulas Santos                               | PS    |
| Ministre de la Mer                                                       |           | Ana Paula Vitorino                                 | PS    |

### Remaniement du15 octobre 2018
- Les nouveaux ministres sont indiqués en gras, ceux ayant changé d'attributions en italique.

| Portefeuille                                                             | Titulaire | Titulaire                    | Parti |
| ------------------------------------------------------------------------ | --------- | ---------------------------- | ----- |
| Premier ministre                                                         |           | António Costa                | PS    |
| Ministre des Affaires étrangères                                         |           | Augusto Santos Silva         | PS    |
| Ministre de la Présidence et de la Modernisation administrative          |           | Maria Manuela Marques Leitão | PS    |
| Ministre des Finances                                                    |           | Mário Centeno                | Sans  |
| Ministre de la Défense nationale                                         |           | João Gomes Cravinho          | Sans  |
| Ministre de l'Intérieur                                                  |           | Eduardo Cabrita              | PS    |
| Ministre de la Justice                                                   |           | Francisca Van Dunem          | Sans  |
| Ministre adjoint Ministre de l'Économie                                  |           | Pedro Siza Vieira            | Sans  |
| Ministre de la Culture                                                   |           | Graça Fonseca                | PS    |
| Ministre de la Science, de la Technologie et de l'Enseignement Supérieur |           | Manuel Heitor                | Sans  |
| Ministre de l'Éducation                                                  |           | Tiago Brandão Rodrigues      | Sans  |
| Ministre du Travail, de la Solidarité et de la Sécurité sociale          |           | José Vieira da Silva         | PS    |
| Ministre de la Santé                                                     |           | Marta Temido                 | Sans  |
| Ministre de la Planification et des Infrastructures                      |           | Pedro Marques                | PS    |
| Ministre de l'Environnement et de la Transition énergétique              |           | João Pedro Matos Fernandes   | Sans  |
| Ministre de l'Agriculture, des Forêts et du Développement rural          |           | Luís Capoulas Santos         | PS    |
| Ministre de la Mer                                                       |           | Ana Paula Vitorino           | PS    |

### Remaniement du18 février 2019
- Les nouveaux ministres sont indiqués en gras, ceux ayant changé d'attributions en italique.

| Portefeuille                                                             | Titulaire | Titulaire                  | Parti |
| ------------------------------------------------------------------------ | --------- | -------------------------- | ----- |
| Premier ministre                                                         |           | António Costa              | PS    |
| Ministre des Affaires étrangères                                         |           | Augusto Santos Silva       | PS    |
| Ministre de la Présidence et de la Modernisation administrative          |           | Mariana Vieira da Silva    | PS    |
| Ministre des Finances                                                    |           | Mário Centeno              | Sans  |
| Ministre de la Défense nationale                                         |           | João Gomes Cravinho        | Sans  |
| Ministre de l'Intérieur                                                  |           | Eduardo Cabrita            | PS    |
| Ministre de la Justice                                                   |           | Francisca Van Dunem        | Sans  |
| Ministre adjoint Ministre de l'Économie                                  |           | Pedro Siza Vieira          | PS    |
| Ministre de la Culture                                                   |           | Graça Fonseca              | PS    |
| Ministre de la Science, de la Technologie et de l'Enseignement Supérieur |           | Manuel Heitor              | Sans  |
| Ministre de l'Éducation                                                  |           | Tiago Brandão Rodrigues    | Sans  |
| Ministre du Travail, de la Solidarité et de la Sécurité sociale          |           | José Vieira da Silva       | PS    |
| Ministre de la Santé                                                     |           | Marta Temido               | Sans  |
| Ministre de la Planification                                             |           | Nelson de Souza            | Sans  |
| Ministre des Infrastructures et du Logement                              |           | Pedro Nuno Santos          | PS    |
| Ministre de l'Environnement et de la Transition énergétique              |           | João Pedro Matos Fernandes | PS    |
| Ministre de l'Agriculture, des Forêts et du Développement rural          |           | Luís Capoulas Santos       | PS    |
| Ministre de la Mer                                                       |           | Ana Paula Vitorino         | PS    |